# Uterpauwing
Uterpogum oftewel Uterapaum wordt omstreeks 1475 genoemd als een van de verdronken Dollarddorpen. Andere vermeldingen zijn Extrapawingum (16e eeuw) en Vterpauing (1589). Het kerkdorp lag ten westen van het huidige Pogum (Urapawenggum, Vrapaum of Infrapawingum), op de plek waar aan het einde van de 16e eeuw de eilanden op de Blincken worden gekarteerd. Er waren aanvankelijk meerdere nederzettingen op halligen. Ook deze eilanden zijn geleidelijk ten onder gegaan. Ze werden zwaar getroffen door een stormvloed in 1587. Er vielen minstens drie doden en het laatste huis is toen vermoedelijk weggespoeld, In 1606 waren er nog vijf pachters, daarna namen de opbrengsten geleidelijk af. Het Schafsland bij Pogum-Dyksterhusen vormt hiervan een restant.